# 光芒萬丈
《光芒萬丈》（英語：Ray of Light）是美國歌手瑪丹娜的第7張錄音室專輯，由Maverick唱片於1998年2月22日發行。有異於瑪丹娜上一張錄音室專輯《枕邊故事》，《光芒萬丈》是一張充滿Electronica和合成器流行風格的專輯，包含了氛圍音樂、神遊舞曲以及中東音樂等。在聲樂上，瑪丹娜在專輯中展現出更寬厚及圓滿的聲調。在歌曲上，專輯的音樂與歌詞主題均充斥著卡巴拉、印度教與佛教等宗教色彩。
專輯發行後獲得樂評家的一致好評，包括讚揚瑪丹娜的新音樂方向。《光芒萬丈》被喻為瑪丹娜「最具歷險性」的專輯，其中專輯的內省與精神本性，以及瑪丹娜的聲樂皆獲得樂評家的讚賞。瑪丹娜以《光芒萬丈》拿下第41屆葛萊美獎四項大獎，以及囊括該年度MTV音樂錄影帶大獎六項大獎。專輯亦獲得商業上的成功，包括登上澳洲、加拿大、德國、波蘭與英國等專輯排行榜冠軍位置。在美國，專輯發行首週空降《公告牌》二百强专辑榜亞軍位置，並刷新女性歌手專輯的最高首週銷量紀錄。專輯於美國售出超過400萬張，並於全球售出超過1,600萬張。
專輯一共發行了五首單曲，其中〈冷若冰霜〉與〈光芒萬丈〉均成為全球熱門歌曲。音樂評論家及學者均注意到專輯對流行音樂的影響，包括成功把電子音樂帶到主流音樂文化中。同時評論家認為瑪丹娜憑藉專輯重塑自身音樂形象，使年屆40的她在當時以青少年音樂為主流的樂壇上仍能穩佔席位。為了宣傳專輯，瑪丹娜於2001年展開了「沉淪世界巡迴演唱會」。

## 發行背景

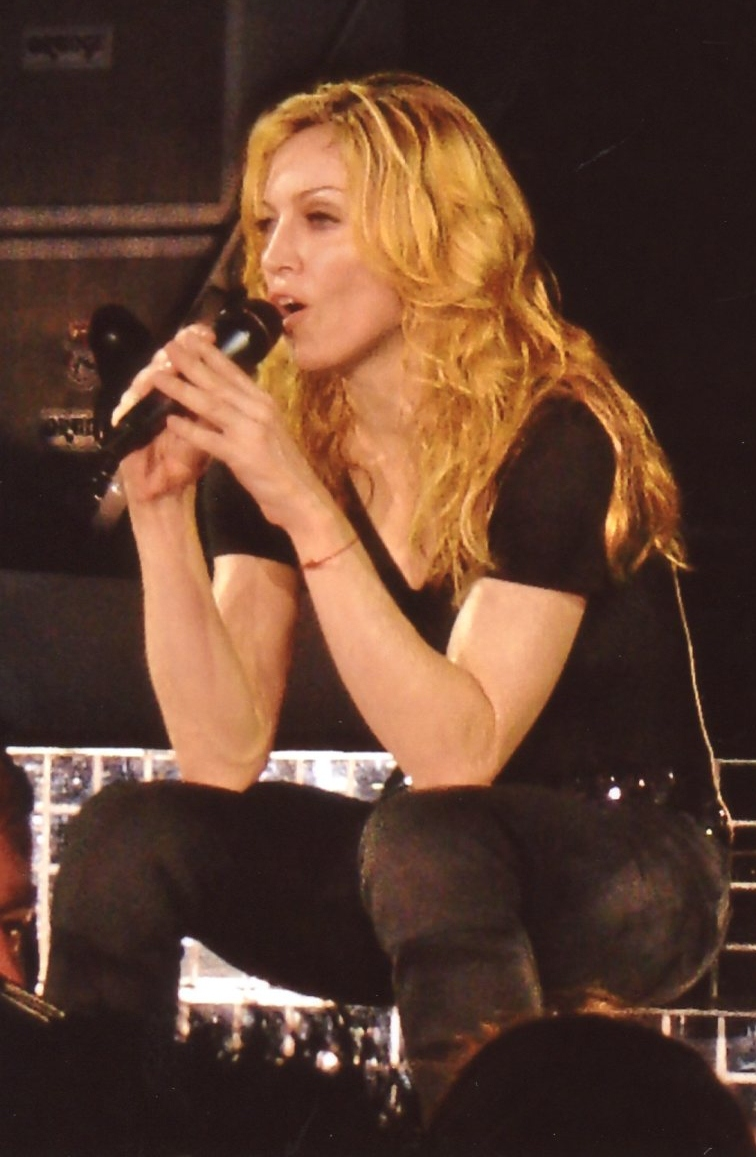
瑪丹娜於2006年的「娜語錄-世界巡迴演唱會」上演唱專輯的開場曲《沉淪世界/愛情代替品》。

瑪丹娜在1995年發行精選輯《情難忘》後便開始接受聲音訓練，以準備翌年上映的電影《貝隆夫人》中所飾演的角色。其後她亦於1996年誕下第一名女兒露德絲。這些事情皆帶她進入自省的沉澱期。在2002年與雜誌《Q》的訪問時，她提到了這段時期：「對我來說那是很重要的催化劑。它讓我開始去尋找問題的答案，而那些問題是我從未詢問過自己的。」在這期間，她亦開始信奉卡巴拉並學習印度教與瑜伽，這些事情皆幫助她「走出（自我）並以不同角度看待世界。」瑪丹娜認為自己並未完整運用自己的聲部，並希望能夠加以運用在新專輯上。誕下女兒之後，瑪丹娜在1997年5月開始為新專輯創作歌曲。她與在前一張專輯《枕邊故事》時合作過的娃娃臉開始共同創作，但其後瑪丹娜認為這些歌曲不適合新專輯的音樂方向。根據娃娃臉的說法，這些棄曲「帶有類似〈謝幕〉的氛圍，但瑪丹娜不希望，亦認為不需要重覆自己。」
在捨棄與娃娃臉共同創作的歌曲後，瑪丹娜轉向曾與史蒂薇·妮克絲以及席琳·狄翁共同創作的音樂家瑞克·諾威爾斯。他們於九天內製作出七首歌曲，但這些歌曲仍未有展示出專輯其後的電子音樂方向。在這些歌曲當中，〈誓言分手〉、〈可有可無的愛〉以及〈小星星〉其後收錄於專輯中。其後瑪丹娜開始與曾在1980年代後期合作過的帕特里克·倫納德共同寫歌。跟以往的專輯不同，與倫納德共同創作的歌曲只有少數收錄於其後的專輯中。瑪丹娜認為倫納德的製作「使歌曲更有彼得·蓋布瑞爾的氛圍」，並不希望這些聲音出現在專輯裡。Maverick唱片的董事長蓋希·奧希爾尼其後致電英國電子音樂家威廉·歐位元，建議他發一些歌曲給瑪丹娜。歐位元其後發了一張收錄13首歌曲的數字錄音帶給瑪丹娜。「我是威廉早期作品的狂熱粉絲，就像《Strange Cargo》、《Strange Cargo 2》跟其他作品。我亦很喜愛他為我做的所有歌曲混音，並對受印度與摩洛哥影響以及帶有未來性的聲音感到非常興趣，我希望作品聽起來新舊兼容。」瑪丹娜這樣形容。

## 標題與美術
根據代言人利茲·羅森堡的說法，瑪丹娜原本曾計劃把專輯命名為《Mantra》，並認為這是個「很酷的標題」，她亦曾考慮把專輯取名為《Veronica Electronica》；最後她決定捨棄原本的想法，把專輯取名為《Ray of Light》，延續過往以專輯其中一首歌曲作為專輯標題的做法。專輯的美術由秘魯攝影師馬里奧·特斯蒂諾負責，並於1997年11月28日在金沙灘的攝影室拍攝。特斯蒂諾與瑪丹娜曾於1995年的范思哲宣傳照上合作。瑪丹娜很喜歡從他鏡頭所捕捉的自然神情，因此再次邀請他拍攝專輯的照片。特斯蒂諾回憶：「在下午二時她說：『可以了，我累了。我們工作結束。』而我則說：『但我還沒有照片。』她說：『你是為我工作，而我說工作結束了。』我說：『不，我們要繼續。』」而她選用的封面照則是在這之後拍攝的。

## 發行與宣傳

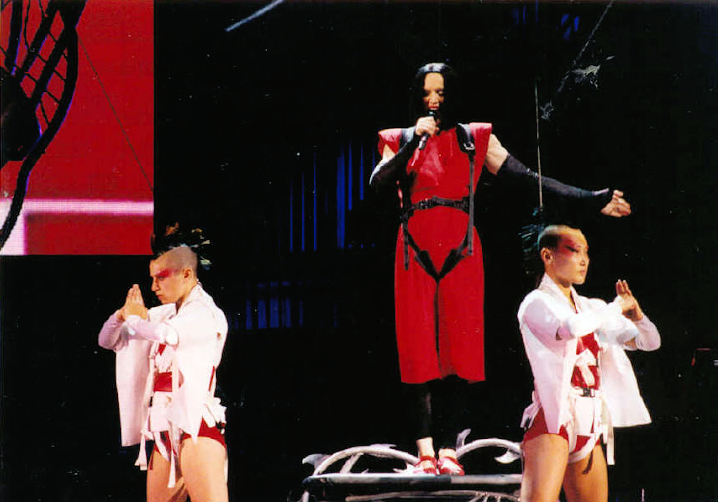
瑪丹娜於2001年的「沉淪世界巡迴演唱會」上演唱專輯的宣傳單曲《天堂的天空》。

《光芒萬丈》於1998年2月22日在日本率先發行，並收錄限定附贈曲〈Has to Be〉。專輯其後於1998年3月3日在美國發行。在紐西蘭，《光芒萬丈》與《無暇精選輯》的合輯以盒裝形式發行，以宣傳專輯。1999年，命為《Rays of Light》的宣傳VHS於英國發行，收錄專輯五支單曲的音樂錄像帶。其後《20世紀經典影像全紀錄》亦收錄了裡面的所有內容。〈天堂的天空〉於美國作為宣传单曲發行，並最高登上《告示牌》舞曲夜店歌曲榜第41位。
瑪丹娜現身多個電視節目以及進行多場現場表演以宣傳專輯。在1998年2月14日，她於紐約羅克西夜店裡首次表演了〈天堂的天空〉、〈山迪〉與〈光芒萬丈〉。她其後在英國的「The National Lottery Draws」（2月21日）、意大利的1998年聖雷莫音樂節（2月24日）、德國的「想挑战吗？」（2月28日），以及美國的「羅西·奧唐奈秀」（3月13日）表演了〈冰若冷霜〉。4月27日，她於紐約市卡内基大厅的「Rock for the Rainforest」慈善演唱會作驚喜現身，並演唱了〈冷若冰霜〉。她亦與史汀、艾爾頓·強跟比利·乔尔等歌手一同表演〈With a Little Help From My Friends〉跟〈Twist and Shout〉。5月29日，她於「奥普拉·温弗里秀」上演唱了〈小星星〉跟〈光芒萬丈〉。9月10日，她於紐約市的「1998年MTV音樂錄影帶大獎」作開場表演，演唱了〈山迪〉跟〈光芒萬丈〉，並迎來藍尼·克羅維茲作為結他手。她於在意大利的「1998年MTV歐洲音樂大獎」（11月12日）、英國的「Top of the Pops」（11月19日）演唱了〈誓言分手〉。1999年2月24日，她在洛杉磯神殿大會堂的「第41屆葛萊美獎」上演唱了〈毫不在乎〉。
瑪丹娜亦在宣傳《光芒萬丈》與下一張專輯《音樂聖堂》的巡迴演唱會「沉淪世界」上演唱了〈沈淪世界/愛情代替品〉、〈光芒萬丈〉、〈香甜女孩〉、〈天堂的天空〉、〈冷若冰霜〉與〈慘綠女孩〉。該演唱會於2001年6月開始舉行，是瑪丹娜暨1993年演唱會「女子秀」後睽違八年的巡迴演唱會。該巡演原先訂為於新世紀前舉行，但瑪丹娜因懷上了兒子洛克・瑞奇、發行新專輯《音樂聖堂》，以及在2000年12月與蓋·瑞奇結婚而延後。演唱會分為五個部分，包括「赛博朋克」、「藝妓」、「牛仔女孩」、「西班牙」以及「聚居區」。演唱會獲得了廣泛好評，並取得了商業成功，總共獲得7,500萬美元票房收入，成為2001年最高票房的個人歌手巡迴演唱會。2001年8月26日，演唱會的奧本山奧本山宮殿場次在HBO作現場直播。《2001年沉淪世界演唱會》DVD於2001年11月13日在全球發行，DVD封面使用的照片由瑪丹娜的朋友蘿西·歐唐納負責拍攝。

## 發行單曲
〈冷若冰霜〉於1998年2月23日作為專輯的主打單曲發行。歌曲發行後打進全球多國單曲排行榜前5位，並登上芬蘭、西班牙與英國單曲榜冠軍位置，成為瑪丹娜首支空降英國單曲榜冠軍的單曲。歌曲亦成為瑪丹娜第六支最高登上美國《告示牌》百强单曲榜亞軍位置的單曲，使她成為當時擁有最多亞軍單曲的歌手。歌曲獲得樂評家的讚賞，包括形容它為擁有「電影感」的傑作。
專輯的第二支單曲〈光芒萬丈〉於1998年5月6日發行。歌曲發行後登上西班牙單曲榜冠軍位置，並打進加拿大、芬蘭、意大利、英國與美國的單曲榜前5位。歌曲發行首週空降《告示牌》百強單曲榜第5位，刷新瑪丹娜單曲最高空降成績。歌曲亦成為《告示牌》舞曲夜店歌曲榜熱門單曲，包括登上榜單四週冠軍位置，並成為1998年年度「熱門舞曲夜店歌曲」。
〈沉淪世界/愛情代替品〉於1998年8月24日作為專輯的第三支單曲於美國境外發行。歌曲獲得西班牙單曲榜冠軍，並打進意大利與英國單曲榜前10位。歌曲的音樂錄影帶由沃爾特·斯特恩拍攝，影片中瑪丹娜被狗仔隊騎著摩托車追拍的情節遭認為與威爾斯王妃戴安娜1997年逝世的情境相似，因而引發了爭議。
專輯的第四支單曲〈誓言分手〉於1998年9月22日發行，並成功打進奧地利、加拿大、荷蘭、芬蘭、德國、意大利、西班牙、瑞典與英國單曲榜前10位。在美國，歌曲最高登上《告示牌》百強單曲榜第11位。歌曲的音樂錄影帶由馬修·羅爾斯頓拍攝。
〈毫不在乎〉於1999年3月2日作為專輯第五支兼最後一支單曲發行。歌曲成為加拿大、芬蘭、意大利、紐西蘭與英國單曲榜的前10位熱門單曲。在美國，歌曲刷新了瑪丹娜當時的最低排行成績，最高僅登上《告示牌》百強單曲榜第93位。然而歌曲登上了《告示牌》舞曲夜店歌曲榜的冠軍位置。歌曲的音樂錄影帶由博·約翰·倫克拍攝，並受到亞瑟·高登的作品《一个艺妓的回忆》啟發，瑪丹娜在影片裡亦以艺妓的造型拍攝。

## 專業評價
| 評論得分         | 評論得分 |
| 來源             | 評分     |
| ---------------- | -------- |
| AllMusic         | [ 41 ]   |
| 《攪拌機》       | [ 42 ]   |
| 《芝加哥論壇報》 | [ 43 ]   |
| 《流行音樂百科》 | [ 44 ]   |
| 《娱乐周刊》     | A–       |
| 《衛報》         | [ 46 ]   |
| 《新音乐快递》   | 8/10     |
| 《Q》            | [ 48 ]   |
| 《滾石》         | [ 49 ]   |
| 《偏锋杂志》     | [ 32 ]   |
| 《今日美國》     | [ 50 ]   |

《光芒萬丈》發行後獲得了全體樂評的一致好評。 AllMusic的史蒂芬·托馬斯·艾爾維恩稱其為瑪丹娜「最具歷險性」的專輯，以及「最成熟與穩重的專輯」。《告示牌》的保羅·維爾納指「作為她目前最成熟與私人的作品，瑪丹娜在《光芒萬丈》中以寫日記般的精心親密去編織歌詞，並用有如頌歌的旋律與伴奏去包裝它們，再以哀怨優美的情境繫上－並初次涉獵經典浩室、出神，甚至結他流行。當然，她以耐嚼的流行雞塊去平衡嚴肅的曲子，使她能夠將無法計量的寬闊聲音效果發揮到極致。」他亦以「來自流行樂壇中最受注目的明星，一個美味而冒險，並獲得最終勝利的成果」形容專輯。《偏锋杂志》的薩爾·辛奎曼尼形容專輯為「九十年代其中一項最偉大的流行代表作」，並指「它的歌詞雖然簡單，但所表達的卻非常宏大」，「自《宛如祈禱者》後瑪丹娜從未如此情緒化」。《滾石》的羅伯·謝菲爾德稱專輯「出色」，但批評了歐位元的製作，指他沒有足夠的技巧去製作整張專輯，使作品顯得重複。《Q》的斯圖亞特·馬科尼指「即使有一天就是紅合唱團加入了約翰·佐恩，抑或瑪麗亞·凱莉與托特斯樂團合作，她仍然會是唯一一位張開耳朵聆聽的流行貴族。」
《娱乐周刊》的大衛・布朗指「在經歷自我啟蒙的搏鬥後，瑪丹娜似乎變得比過去更輕鬆與自然，包括變成新晉的意大利籍母親，並尤其反映在她的音樂上。《光芒萬丈》就有如禱文一般，而你也很清楚她會帶領自己所到的地方。」《City Pages》羅尼·薩里格對瑪丹娜的聲音的音域、深度與清亮印象最深，並認為《光芒萬丈》是「她目前最圓滿、最有才華的專輯」《洛杉磯時報》的羅伯特·希爾本認為：「《光芒萬丈》成為她最生涯中最令人滿意的專輯，其中一個原因是它反映出一個自省的女人已經到達了能以意外的坦誠與角度看待自己的人生階段。」《旋律製造者》的馬克·羅蘭以聖斯蒂芬樂團與碧玉的《雌雄同體》跟專輯作比較，並指出《光芒萬丈》從好的方面缺少犬儒主義。《花花公子》的羅伯特·克里斯特高則給予專輯較少讚賞，稱專輯為「好聽」但一般的作品，因為對於流行歌手來說，以領悟作為主題經常衍出令人尷尬的結果。然而他亦稱賞〈輕觸肌膚〉與〈香甜女孩〉等專輯收錄歌曲。

## 榮譽
在「第41屆格林美獎」上，《光芒萬丈》一共從6項提名中贏得4項獎項。專輯贏得了「最佳流行演唱專輯」以及「最佳唱片包裝」，而「年度專輯」則落空。專輯的同名曲赢得「最佳舞曲錄製」與「最佳音乐录影带」，而「年度制作」則落敗。專輯為瑪丹娜首次贏得格林美獎的音樂類獎項，在此前瑪丹娜只曾贏得格林美獎的影像類獎項。瑪丹娜亦成為「1998年MTV音樂錄影帶大獎」的大贏家，於9項提名中贏得6項獎項，《冷若冰霜》贏得「最佳特別效果」，《光芒萬丈》赢得「最佳編舞」、「最佳導演」、「最佳剪輯」、「最佳女性影片」與「年度影片」多項獎項。歌曲亦獲得「最佳攝影」、「最佳舞蹈影片」與「突破影片」的提名。美国作曲家、作家和发行商协会於1999年「美國作曲家、作家和發行商協會流行音樂大獎」中頒發瑪丹娜的〈冷若冰霜〉與〈光芒萬丈〉「表演次數最多歌曲」獎項，而〈光芒萬丈〉則在1999年「美國作曲家、作家和發行商協會節奏與靈魂音樂大獎」中獲得「最佳舞曲」獎。
《光芒萬丈》亦為瑪丹娜獲得多項國際性獎項，包括在IFPI丹麥舉辦的「丹麥音樂獎」上贏得「最佳國際專輯」以及「最佳國際女性歌手」，在波蘭「弗雷德里克獎」上贏得「最佳外國專輯」，在匈牙利「金鹿獎」上贏得「年度國際流行專輯」獎，在克羅地亞的「波里音樂獎」上贏得「最佳國際專輯」以及「最佳國際影片」（〈冷若冰霜〉），在瑞典的「外套熊音樂獎」上贏得「最佳國際專輯」與「最佳國際歌手」。在加拿大，瑪丹娜於1999年的「音樂多多頻道音樂錄影帶大獎」上贏得「最佳國際音樂錄影帶」，並在同年的「朱諾獎」上獲得「最暢銷專輯（國內外）」獎項提名。她亦於1998年「MTV歐洲音樂大獎」上獲得「最佳女歌手」與「最佳專輯」獎項。在第14屆「國際舞蹈音樂獎」上，瑪丹娜憑《光芒萬丈》贏得「最佳個人唱跳歌手」與「最佳舞蹈影片」。

## 商業成績

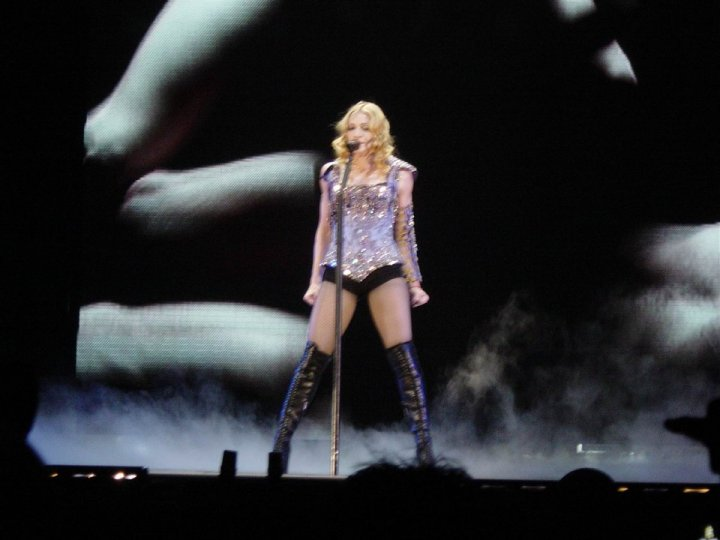
瑪丹娜於2004年的「重生世界巡迴演唱會」上演唱專輯主打單曲《冷若冰霜》。

在美國，《光芒萬丈》發行首週空降《告示牌》二百強專輯榜亞軍位置。專輯以371,000張的銷量打破尼爾森銷量統計系統有紀錄以來的女性歌手最高首週銷量紀錄。然而專輯當週銷量不敵電影《鐵達尼號》的原聲帶，成為瑪丹娜第五張亞軍專輯。專輯以次週以225,000張的銷量繼續被原聲帶壓在亞軍位置。2000年3月16日，專輯獲美國唱片業協會認證為四白金唱片，代表專輯於當地的出貨量達到四百萬張。瑪丹娜憑此成為首位擁有七張獲美國唱片業協會認證為多白金唱片的女歌手根據尼爾森銷量統計系統，《光芒萬丈》截至2016年12月已在美國賣出超過389萬張。此外專輯亦從貝塔斯曼等唱片俱樂部渠道售出超過459,000張。在加拿大，專輯發行首週以59,900張的銷量空降加拿大专辑榜冠軍位置。專輯其後獲加拿大音乐协会認證為七白金唱片，代表於當地出貨量達到700,000張。專輯亦於大洋洲獲得商業成功，包括空降澳洲與紐西蘭專輯榜榜首，並分別獲澳大利亚唱片业协会與新西兰唱片音乐协会認證為三白金唱片與金唱片，各代表達到210,000張與7,500張的出貨量。
在英國，《光芒萬丈》首週空降英國專輯排行榜冠軍位置，並連續兩週高據榜首。專輯其後獲英国唱片业协会認證為六白金唱片，代表於當地出貨量達到180萬張。在法國，專輯首週空降專輯榜亞軍位置，並連續七週逗留在同一位置。專輯其後法國唱片出版業公會認證為三白金唱片，代表專輯的出貨量達到900,000張。而專輯於當地的實際銷量則達到925,400張。在德國，專輯最高登上GfK娱乐榜单第1位，並蟬聯榜首長達七星期。專輯獲聯邦音樂產業協會認證為三白金唱片，代表出貨量達到150萬張，並成為瑪丹娜於當地最暢銷的專輯。由於在歐洲多國獲得商業成功，專輯亦登上歐洲專輯百強榜冠軍位置，並獲國際唱片業協會認證為七白金唱片，代表於歐洲的出貨量達到700萬張，成為1998年至2007年期間歐洲第三暢銷專輯。《光芒萬丈》亦於世界其他地方獲得商業成功，包括登上比利時、荷蘭、芬蘭、希臘、匈牙利、以色列、挪威、新加坡、西班牙與瑞士的專輯榜冠軍。專輯其後成為華納音樂集團於1998年在亚太地区最暢銷的專輯。《光芒萬丈》於全球總共售出超過1,600萬張。

## 曲目列表
| 《光芒萬丈》– 標準版 | 《光芒萬丈》– 標準版                                  | 《光芒萬丈》– 標準版                                                                                             | 《光芒萬丈》– 標準版                           | 《光芒萬丈》– 標準版 |
| 曲序                 | 曲目                                                  | 词曲 | 製作人                                         | 时长                 |
| -------------------- | ----------------------------------------------------- | --- | ---------------------------------------------- | -------------------- |
| 1.                   | 沉淪世界/愛情代替品 Drowned World/Substitute for Love | 瑪丹娜 威廉·歐位元 （ 英语 ： William Orbit） 羅德·麥克庫恩 （ 英语 ： Rod McKuen） 安妮塔·克爾 （ 英语 ： Anita Kerr） 大衛·科林斯 （ 英语 ： David Collins） | 瑪丹娜 歐位元                                  | 5:09                 |
| 2.                   | 潛入心海 Swim                                         | 瑪丹娜 歐位元 | 瑪丹娜 歐位元                                  | 5:00                 |
| 3.                   | 光芒萬丈 Ray of Light                                 | 瑪丹娜 歐位元 克萊夫·馬爾登 戴夫·柯蒂斯 克里斯汀·里奇                                                            | 瑪丹娜 歐位元                                  | 5:21                 |
| 4.                   | 香甜女孩 Candy Perfume Girl                           | 瑪丹娜 歐位元 蘇珊娜·梅爾文 （ 英语 ： Susannah Melvoin）                                                                        | 瑪丹娜 歐位元                                  | 4:34                 |
| 5.                   | 輕觸肌膚 Skin                                         | 瑪丹娜 帕特里克·倫納德 （ 英语 ： Patrick Leonard）                                                                             | 瑪丹娜 歐位元 馬里烏斯·德·弗里斯 （ 英语 ： Marius de Vries） | 6:22                 |
| 6.                   | 毫不在乎 Nothing Really Matters                       | 瑪丹娜 倫納德 | 瑪丹娜 倫納德 德·弗里斯                        | 4:27                 |
| 7.                   | 天堂的天空 Sky Fits Heaven                            | 瑪丹娜 倫納德 | 瑪丹娜 歐位元 倫納德                           | 4:48                 |
| 8.                   | 山迪 Shanti/Ashtangi                                  | 瑪丹娜 歐位元 | 瑪丹娜 歐位元                                  | 4:29                 |
| 9.                   | 冷若冰霜 Frozen                                       | 瑪丹娜 倫納德 | 瑪丹娜 歐位元 倫納德                           | 6:12                 |
| 10.                  | 誓言分手 The Power of Good-Bye                        | 瑪丹娜 瑞克·諾威爾斯 （ 英语 ： Rick Nowels）                                                                               | 瑪丹娜 歐位元 倫納德                           | 4:10                 |
| 11.                  | 可有可無的愛 To Have and Not to Hold                  | 瑪丹娜 諾威爾 | 瑪丹娜 歐位元 倫納德                           | 5:23                 |
| 12.                  | 小星星 Little Star                                    | 瑪丹娜 諾威爾 | 瑪丹娜 德·弗里斯                               | 5:18                 |
| 13.                  | 慘綠少女 Mer Girl                                     | 瑪丹娜 歐位元 | 瑪丹娜 歐位元                                  | 5:32                 |
| 总时长：             | 总时长：                                              | 总时长： | 总时长：                                       | 1:06:52              |

| 日本版本附加曲目 | 日本版本附加曲目 | 日本版本附加曲目     | 日本版本附加曲目 | 日本版本附加曲目 |
| 曲序             | 曲目             | 词曲                 | 製作人           | 时长             |
| ---------------- | ---------------- | -------------------- | ---------------- | ---------------- |
| 14.              | Has to Be        | 瑪丹娜 歐位元 倫納德 | 瑪丹娜 歐位元    | 5:15             |
| 总时长：         | 总时长：         | 总时长：             | 总时长：         | 1:12:07          |

備註：
- 〈沉淪世界/愛情代替品〉採樣聖塞瓦斯蒂安弦樂的〈Why I Follow the Tigers〉。
- 〈山迪〉部份歌詞節錄於阿迪·商羯羅撰寫的文章，由塔拉瓦利瑜伽提供。附加歌詞及翻譯由維斯·休斯敦及埃迪·斯特恩提供。
- 〈慘綠少女〉含有加博爾·薩博歌曲〈Space〉的音樂元素。

## 製作名單
製作名單來自《光芒萬丈》內頁。

| - 麥當娜 – 聲樂 （全曲目）、製作 - 克雷格·阿姆斯特朗 – 弦樂編排 （曲目9、10） - 邁克爾·布拉德福德 – 音樂編程 - 帕布羅·庫克 – 笛 （曲目2） - 馬克·安德特 – 工程 - 弗格斯·格朗德 – 鼓 （曲目1、2）、打击乐器 （曲目13） - 煤油光環 – 設計 - 尼基·哈里斯 – 和聲 （曲目6） - 維斯·休斯敦 – 翻譯 - 喬恩·英戈茲斯比 – 工程 - 泰德·傑森 – 母帶 - 蘇齊·片山 – 指揮 | - 帕特里克·倫納德 – 附加音樂編排（曲目9）、製作 - 唐娜·德·洛瑞 – 和聲（曲目6） - 帕特里克·麥卡錫 – 工程 - 馬克·莫羅 – 吉他 （曲目5） - 威廉·歐位元 – 製作、聲音效果 - 凱文·雷根 – 藝術指導、設計 - 戴夫·里扎斯 – 工程 - 史特夫·施德爾尼克 – 附加鼓機器（曲目6、12） - 麥特·席爾瓦 – 工程 - 埃迪·斯特恩 – 翻譯 - 馬里奧·特斯蒂諾 – 摄影 - 馬里烏斯·德·弗里斯 – 鍵盤 （曲目9）、音樂編程（曲目9）、製作 |

## 榜單成績
| 週榜單（1998年）                          | 最高 位置 |
| ----------------------------------------- | --------- |
| 澳大利亞（ARIA專輯榜）                    | 1         |
| 奧地利（奧地利Ö3專輯榜）                  | 2         |
| 比利時法蘭德斯（Ultratop專輯榜）          | 1         |
| 比利時瓦隆（Ultratop專輯榜）              | 2         |
| 加拿大（《告示牌》Canadian Albums Chart） | 1         |
| 捷克專輯榜（ČNS IFPI）                    | 2         |
| 丹麥專輯榜（Hitlisten）                   | 2         |
| 荷蘭（MegaCharts專輯榜）                  | 1         |
| 歐洲專輯榜（Music & Media）               | 1         |
| 芬蘭（Suomen virallinen lista專輯榜）     | 1         |
| 法國（SNEP專輯榜）                        | 2         |
| 德國（Offizielle Top 100專輯榜）          | 1         |
| 希臘專輯榜（IFPI希臘）                    | 1         |
| 匈牙利（MAHASZ專輯榜）                    | 1         |
| 愛爾蘭專輯榜（IRMA）                      | 2         |
| 以色列專輯榜（IFPI）                      | 1         |
| 意大利專輯榜（FIMI）                      | 1         |
| 日本專輯榜（Oricon）                      | 7         |
| 馬來西亞專輯榜（RIM）                     | 4         |
| 紐西蘭（RMNZ專輯榜）                      | 1         |
| 挪威（VG-lista專輯榜）                    | 1         |
| 葡萄牙專輯榜（AFP）                       | 6         |
| 蘇格蘭（OCC專輯榜）                       | 1         |
| 新加坡專輯榜（RIAS）                      | 1         |
| 西班牙專輯榜（Promusicae）                | 1         |
| 瑞典（Sverigetopplistan專輯榜）           | 2         |
| 瑞士（Schweizer Hitparade專輯榜）         | 1         |
| 英國（OCC專輯榜）                         | 1         |
| 美国（《告示牌》200）                     | 2         |

| 週榜單（2012年）   | 最高 位置 |
| ------------------ | --------- |
| 波蘭（ZPAV專輯榜） | 37        |

| 年榜單（1998年）                  | 位置 |
| --------------------------------- | ---- |
| 澳大利亞專輯榜（ARIA）            | 10   |
| 奧地利專輯榜（奧地利Ö3）          | 7    |
| 比利時專輯榜（Ultratop法蘭德斯）  | 5    |
| 比利時專輯榜（Ultratop瓦隆）      | 11   |
| 加拿大專輯榜（《告示牌》）        | 10   |
| 荷蘭專輯榜（MegaCharts）          | 4    |
| 歐洲專輯榜（Music & Media）       | 3    |
| 法國專輯榜（SNEP）                | 10   |
| 德國專輯榜（Offizielle Top 100）  | 4    |
| 日本專輯榜（Oricon）              | 94   |
| 紐西蘭專輯榜（RMNZ）              | 16   |
| 瑞士專輯榜（Schweizer Hitparade） | 4    |
| 英國專輯榜（OCC）                 | 7    |
| 美國《告示牌》二百強專輯榜        | 18   |

| 年榜單（1999年）                 | 位置 |
| -------------------------------- | ---- |
| 澳大利亞專輯榜（ARIA）           | 61   |
| 奧地利專輯榜（奧地利Ö3）         | 21   |
| 比利時專輯榜（Ultratop法蘭德斯） | 55   |
| 比利時專輯榜（Ultratop瓦隆）     | 72   |
| 荷蘭專輯榜（MegaCharts）         | 19   |
| 法國專輯榜（SNEP）               | 58   |
| 德國專輯榜（Offizielle Top 100） | 14   |
| 英國專輯榜（OCC）                | 29   |
| 美國《告示牌》二百強專輯榜       | 98   |

| 年榜單（2001年）  | 位置 |
| ----------------- | ---- |
| 英國專輯榜（OCC） | 191  |

| 榜單（1990年－1999年）   | 位置 |
| ------------------------ | ---- |
| 奧地利專輯榜（奧地利Ö3） | 30   |

## 認證與銷量
| 地區                                  | 认证    | 认证单位/销量 |
| ------------------------------------- | ------- | ------------- |
| 阿根廷（阿根廷音像製品協會）          | 白金    | 60,000^       |
| 澳大利亚（澳大利亚唱片业协会）        | 3× 白金 | 210,000^      |
| 奥地利（國際唱片業協會奧地利分會）    | 2× 白金 | 100,000*      |
| 比利时（比利時唱片音樂協會）          | 白金    | 50,000*       |
| 巴西（巴西唱片業協會）                | 白金    | 250,000*      |
| 加拿大（加拿大音乐协会）              | 7× 白金 | 700,000^      |
| 芬兰（國際唱片業協會芬蘭分會）        | 白金    | 50,604        |
| 法国（法國唱片出版業公會）            | 3× 白金 | 960,500       |
| 德国（聯邦音樂產業協會）              | 3× 白金 | 1,500,000^    |
| 香港（國際唱片業協會（香港會））      | 白金    | 20,000*       |
| 意大利                                | —       | 600,000       |
| 日本（日本唱片協會）                  | 2× 白金 | 0^            |
| 荷兰（荷蘭音像製品製作與進口協會）    | 3× 白金 | 300,000^      |
| 新西兰（新西兰唱片音乐协会）          | 金      | 7,500^        |
| 挪威（國際唱片業協會挪威分会）        | 2× 白金 | 100,000*      |
| 波兰（波蘭音像製造商協會）            | 2× 白金 | 0*            |
| 西班牙（西班牙音樂製作協會）          | 3× 白金 | 300,000^      |
| 新加坡（RIAS）                        | 白金    | 15,000        |
| 瑞典（瑞典唱片業協會）                | 3× 白金 | 240,000^      |
| 瑞士（國際唱片業協會瑞士分会）        | 3× 白金 | 150,000^      |
| 英国（英国唱片业协会）                | 6× 白金 | 1,730,000     |
| 美国（美國唱片業協會）                | 4× 白金 | 4,350,000     |
| 總計                                  |         |               |
| 欧洲（國際唱片業協會）                | 7× 白金 | 7,000,000*    |
| 全球                                  | —       | 16,000,000    |
| *僅含認證的實際銷量 ^僅含認證的出貨量 |         |               |

## 發行記錄
| 地區 | 發行日期      | 發行格式                        | 發行版本       |
| ---- | ------------- | ------------------------------- | -------------- |
| 日本 | 1998年2月22日 | CD 黑膠唱片                     | 標準版         |
| 日本 | 1998年9月8日  | CD                              | 雙CD版         |
| 英國 | 1998年3月2日  | CD 黑膠唱片 卡式錄音帶 迷你專輯 | 標準版、獨家版 |
| 德國 | 1998年3月2日  | CD 黑膠唱片 卡式錄音帶 迷你專輯 | 標準版、獨家版 |
| 美國 | 1998年3月3日  | CD                              | 標準版、獨家版 |

## 引用出處
1. 1 2 3 4 5  Black, Johnny. . Q. August 2002, 17 (8). ISSN 0955-4955.
2. 1 2 3 4  Walters, Barry. . Spin. April 1998  [2016-03-04]. （原始内容存档于2016-03-04）.
3. ↑  ,   [2019-12-18], （原始内容存档于2015-01-23）
4. ↑  . Icon. 1997, 7 (2): 15.
5. ↑  Farndale, Nigel. . The Daily Telegraph.   [2014-11-16]. （原始内容存档于2014-10-22）.
6. 1 2    [Madonna 'Ray of Light']. Oricon. 1998-02-22  [2010-07-10]. （原始内容存档于2012-07-11）.
7. ↑   (音像媒体说明). Madonna. Maverick, Warner Bros., Warner Music UK. 1999. PRO-RAY-VHS.
8. ↑  Trust, Gary. . Billboard. 2009-09-15  [2009-10-08]. （原始内容存档于2015-12-13）.
9. ↑  Vineyard, Jennifer. . MTV News. Viacom. 1998-02-16  [2014-02-09]. （原始内容存档于2014-02-21）.
10. ↑  . Icon: Madonna Official Website. Madonna.com. 1998-02-21  [2013-06-30]. （原始内容存档于2016-03-04）.
11. ↑  .   [2016-09-12]. （原始内容存档于2021-11-10）.
12. ↑  Vorrath 2011，第223頁
13. ↑  .   [2016-09-12]. （原始内容存档于2015-12-08）.
14. ↑  Pareles, Jon. . The New York Times. 1998-04-29  [2012-12-08]. （原始内容存档于2013-09-25）.
15. ↑  . MTV News. MTV Networks. 1998-05-27  [2012-05-13]. （原始内容存档于2014-02-02）.
16. ↑  Kaufman, Gil. . MTV News. MTV Networks. 1998-09-14  [2012-04-08]. （原始内容存档于2013-01-11）.
17. ↑  . BBC News. 1998-11-13  [2012-04-13]. （原始内容存档于2017-06-15）.
18. ↑  . BBC.   [2016-09-12]. （原始内容存档于2004-12-06）.
19. ↑  . The Washington Post. 2012-03-26  [2012-04-13]. （原始内容存档于2012-03-29）.
20. ↑  King, Larry. . CNN. 1999-01-19  [2009-12-28]. （原始内容存档于2016-03-03）.
21. ↑  Lumley, James. . Bloomberg Television. 2008-11-21  [2009-12-28]. （原始内容存档于2021-11-10）.
22. ↑  Guilbert 2002，第76頁
23. ↑  Moss, Cory. . MTV. 2001-06-11  [2009-12-29]. （原始内容存档于2009-01-14）.
24. ↑  Price, Simon. . The Independent (Independent News & Media). 2001-07-09  [2009-12-30].
25. ↑  Wiederhorn, Jon. . MTV News. MTV Networks. 2001-12-21  [2009-12-31]. （原始内容存档于2009-09-10）.
26. ↑  Schumacher-Rasmussen, Eric. . MTV. MTV Networks. 2001-05-24  [2012-07-29]. （原始内容存档于2009-01-13）.
27. ↑  Guilbert 2002，第189頁
28. ↑  . Ultratop 50. Hung Medien.   [2011-11-03]. （原始内容存档于2016-02-21）.
29. 1 2 3 4 5  . Official Charts Company.   [2011-09-09]. （原始内容存档于2012-10-17）.
30. 1 2 3  . Billboard.   [2011-11-03]. （原始内容存档于2019-11-30）.
31. ↑  Mitchell, John. . MTV (MTV Networks). 2011-08-16  [2011-08-18]. （原始内容存档于2012-07-12）.
32. 1 2 3  Cinquemani, Sal. . Slant Magazine. 2003-03-09  [2009-07-17]. （原始内容存档于2016-04-13）.
33. 1 2 3 4  Salaverri, Fernando.  1st. Spain: Fundación Autor-SGAE. September 2005. ISBN 8480486392.
34. ↑  . Ultratop 50. Hung Medien.   [2011-11-03]. （原始内容存档于2016-03-13）.
35. ↑  . AllMusic. Rovi Corporation.   [2014-07-30]. （原始内容存档于2015-04-26）.
36. ↑  . Ultratop 50. Hung Medien.   [2011-11-03]. （原始内容存档于2016-05-04）.
37. ↑  . Madonna: Mad for Success at 40. 1998-08-15  [2007-08-04]. （原始内容存档于2003-06-30）.
38. ↑  . Ultratop 50. Hung Medien.   [2011-11-03]. （原始内容存档于2016-05-04）.
39. ↑  . Ultratop 50. Hung Medien.   [2011-11-03]. （原始内容存档于2016-05-04）.
40. ↑  . MTV. MTV Networks.   [2009-07-23]. （原始内容存档于2016-03-28）.
41. 1 2  Erlewine, Stephen Thomas. . AllMusic. 1998-03-06  [2009-07-23]. （原始内容存档于2012-06-02）.
42. ↑  Power, Tony. . Blender (magazine). March 1998  [2018-12-24]. ISSN 1534-0554. （原始内容存档于2004-08-18）.
43. ↑  Kot, Greg. . Chicago Tribune. 1998-03-01  [2015-09-22]. （原始内容存档于2016-03-04）.
44. ↑  Larkin, Colin.  4th. Muze. 2006: 427. ISBN 0195313739.
45. 1 2  Browne, David. . Entertainment Weekly. 1998-03-06  [2009-07-23]. （原始内容存档于2009-02-20）.
46. ↑  Sullivan, Caroline. . The Guardian. 1998-02-27: 18. ISSN 0261-3077.
47. ↑  . NME (London). 1998-02-28: 43.
48. 1 2  Stuart Maconie, Stuart. . Q. April 1998: 105.
49. 1 2  Sheffield, Rob. . Rolling Stone. Jann S. Wenner. 1998-04-02  [2012-12-08]. （原始内容存档于2009-05-03）.
50. ↑  Gundersen, Edna. . USA Today. 1998-03-03  [2011-11-02]. （原始内容存档于2013-03-17）.
51. ↑  . People. 1999-04-19  [2012-11-05]. （原始内容存档于2016-03-03）.
52. ↑  Verna, Paul. . Billboard. 1998-03-14, 110 (11): 20  [2011-11-04]. ISSN 0006-2510. （原始内容存档于2017-03-05）.
53. ↑  Sarig, Roni. . City Pages (Village Voice Media). 1998-03-25  [2011-11-02]. （原始内容存档于2010-09-30）.
54. ↑  Hilburn, Robert. . Los Angeles Times. 1998-03-01  [2010-11-22]. （原始内容存档于2012-01-27）.
55. ↑  Roland, Mark. . Melody Maker. 1998-02-28: 42. ISSN 0025-9012.
56. ↑  Christgau, Robert. . March 1998  [2015-09-22]. （原始内容存档于2015-09-12）. |journal=被忽略 (帮助)
57. ↑  . Los Angeles Times. 1999-02-25  [2014-07-30]. （原始内容存档于2014-02-22）.
58. ↑  . Warner Bros. Records. 1999-01-05  [2014-07-30]. （原始内容存档于2016-03-04）.
59. ↑  . MTV News. MTV Networks. 1998-09-10  [2014-07-30]. （原始内容存档于2014-02-02）.
60. ↑  Newman, Melinda. . Billboard. 1999-05-29, 111 (22): 8. ISSN 0006-2510.
61. ↑  Hazelwood, Darrell T. . Newsday. 1999-05-28: A.16. ISSN 0278-5587.
62. ↑  Ferro, Charles. . The Hollywood Reporter. 1999-02-09  [2012-01-25]. （原始内容存档于2012-06-26）.
63. ↑  . Związek Producentów Audio Video.   [2010-12-17]. （原始内容存档于2016-03-26）.
64. ↑  . Hungarian Music Awards.   [2010-12-17]. （原始内容存档于2016-03-05）.
65. ↑  . Porin.   [2010-12-17]. （原始内容存档于2014-02-01）.
66. ↑  . Aftonbladet (Schibsted). 2006-01-16  [2010-12-13]. （原始内容存档于2011-06-04）.
67. ↑  . MuchMusic Video Awards.   [2010-12-15]. （原始内容存档于2008-06-01）.
68. ↑  . Canadian Academy of Recording Arts and Sciences.   [2010-11-26]. （原始内容存档于2012-08-13）.
69. ↑  . Billboard. 2001-11-10, 113 (45): 50. ISSN 0006-2510.
70. ↑  . Winter Music Conference.   [2010-12-06]. （原始内容存档于2011-03-06）.
71. 1 2  . Billboard. 1998-11-14, 110 (46): 100  [2010-07-11]. ISSN 0006-2510. （原始内容存档于2017-03-06）.
72. ↑  Caulfield, Keith. . Billboard. 2008-04-30  [2008-05-07]. （原始内容存档于2013-05-29）.
73. 1 2 3  . Rolling Stone. 1998-03-21  [2011-08-19]. （原始内容存档于2012-06-27）.
74. 1 2  . Recording Industry Association of America.   [2014-01-27] （英语）.
75. ↑  Bell, Carrie. . Billboard. 1998-05-16, 110 (20): 10  [2017-03-22]. ISSN 0006-2510. （原始内容存档于2019-12-16）.
76. 1 2  Trust, Gary. . Billboard. 2016-12-11  [2016-12-12]. （原始内容存档于2016-12-12）.
77. 1 2  Barry David. . Music Industry News Network. 2003-02-18  [2011-09-21]. （原始内容存档于2009-08-17）.
78. ↑  Williams, John. . Jam!. 2005-11-23  [2009-08-05]. （原始内容存档于2012-12-09）.
79. 1 2  . Music Canada.   [2014-01-27] （英语）.
80. 1 2   (PDF). Australian Recording Industry Association.   [2014-01-27] （英语）.
81. 1 2  . Recorded Music NZ.   [2014-01-27] （英语）.
82. 1 2 3  . Discogs.   [2009-07-23]. （原始内容存档于2016-03-05）.
83. 1 2  . British Phonographic Industry.   [2014-01-27] （英语）.
84. 1 2 3  "Madonna – Ray of Light". Australiancharts.com. Hung Medien.  [2017-07-23].
85. 1 2  . Syndicat National de l'Édition Phonographique.   [2010-11-30]. （原始内容存档于2011-12-23）.
86. 1 2  "Offiziellecharts.de – Madonna – Ray of Light" (in German). GfK Entertainment Charts.  [2017-07-23].
87. 1 2  . Bundesverband Musikindustrie.   [2014-01-27] （德语）.
88. 1 2 3 4  . Billboard. 1998-03-28, 110 (13): 39  [2010-07-11]. ISSN 0006-2510. （原始内容存档于2017-03-06）.
89. 1 2  . International Federation of the Phonographic Industry.   [2014-01-27] （英语）.
90. ↑   (PDF). IFPI.   [2014-08-18]. （原始内容存档 (PDF)于2013-07-25）.
91. ↑  . Billboard. 1998-10-24, 110 (43): 62  [2017-05-07]. ISSN 0006-2510. （原始内容存档于2020-07-01）.
92. ↑  Taraborrelli 2002，第303頁
93. 1 2  Thorpe, Vanessa. . The Guardian. 2009-07-05  [2012-01-04]. （原始内容存档于2013-10-02）.
94. 1 2   (liner notes) (音像媒体说明). Madonna. Maverick Records. 1998.
95. ↑  "Madonna - Ray of Light" (in German). Austriancharts.at. Hung Medien.  [2017-07-23].
96. ↑  "Madonna – Ray of Light" (in Dutch). Ultratop.be. Hung Medien.  [2017-07-23].
97. ↑  "Madonna – Ray of Light" (in French). Ultratop.be. Hung Medien.  [2017-07-23].
98. ↑  "Madonna Chart History (Canadian Albums)". Billboard.  Retrieved 2017-07-23.
99. ↑   (PDF). Music & Media. 1998-03-28: 15  [2018-03-26]. （原始内容存档 (PDF)于2021-11-10）.
100. ↑  . Billboard. 1998-04-04, 110 (14): 45  [2010-11-22]. ISSN 0006-2510. （原始内容存档于2014-07-05）.
101. ↑  "Madonna – Ray of Light" (in Dutch). Dutchcharts.nl. Hung Medien.  [2017-07-23].
102. ↑  "Madonna: Ray of Light" (in Finnish). Musiikkituottajat.  Retrieved 2017-07-23.
103. ↑  "Madonna – Ray of Light". Lescharts.com. Hung Medien.  [2017-07-23].
104. ↑   (PDF). Music & Media. 1998-04-04: 12  [2018-03-26]. （原始内容存档 (PDF)于2021-11-10）.
105. ↑  "Archívum – Slágerlisták – MAHASZ – Magyar Hangfelvétel-kiadók Szövetsége". Mahasz.hu. LightMedia.  [2017-07-23].
106. 1 2  . Billboard. 1998-03-21, 110 (12): 58–59  [2011-11-01]. ISSN 0006-2510. （原始内容存档于2021-11-10）.
107. ↑  "Charts.nz – Madonna – Ray of Light". Hung Medien.  Retrieved 2017-07-23.
108. ↑  "Madonna – Ray of Light". Norwegiancharts.com. Hung Medien.  [2017-07-23].
109. ↑  "Official Scottish Albums Chart Top 100". Official Charts Company.  Retrieved 2017-07-23.
110. ↑  "Madonna – Ray of Light". Swedishcharts.com. Hung Medien.  [2017-07-23].
111. ↑  "Madonna – Ray of Light". Swisscharts.com. Hung Medien.  [2018-12-24].
112. ↑  "Madonna | Artist | Official Charts". Official Charts Company.  [2017-07-23].
113. ↑  "Madonna Chart History (Billboard 200)". Billboard.  Retrieved 2017-07-23.
114. ↑  "Oficjalna lista sprzedaży :: OLIS - Official Retail Sales Chart". OLiS. Polish Society of the Phonographic Industry.  [2014-07-30].
115. ↑  . Australian Recording Industry Association.   [2011-11-06]. （原始内容存档于2016-03-03）.
116. ↑  . Ö3 Austria Top 40. Hung Medien.   [2011-11-06]. （原始内容存档于2016-03-04）.
117. ↑  . Ultratop. Hung Medien.   [2011-11-06]. （原始内容存档于2016-03-04）.
118. ↑  . Ultratop. Hung Medien.   [2011-11-06]. （原始内容存档于2016-05-30）.
119. ↑  . RPM.   [2011-11-06]. （原始内容存档于2016-01-09）.
120. ↑  . MegaCharts 100. Hung Medien.   [2011-11-06]. （原始内容存档于2016-03-06）.
121. ↑   (PDF). Music & Media: 8. 1998-12-19  [2018-12-24]. OCLC 29800226. （原始内容存档 (PDF)于2021-11-10）. |volume=被忽略 (帮助); |issue=被忽略 (帮助)
122. ↑  . Syndicat National de l'Édition Phonographique.   [2011-11-06]. （原始内容存档于2012-03-09）.
123. 1 2  . GfK Entertainment. offiziellecharts.de.   [2015-08-24]. （原始内容存档于2016-03-15）.
124. ↑   [Oricon Year-end Albums Chart of 1998].   [2011-01-01]. （原始内容存档于2008-01-08）.
125. ↑  . Recorded Music NZ.   [2016-02-25]. （原始内容存档于2015-02-10）.
126. ↑  . Swiss Music Charts. Hung Medien.   [2011-11-06]. （原始内容存档于2013-10-12）.
127. 1 2  . officialcharts.com.   [2017-03-19]. （原始内容存档于2015-07-25）.
128. ↑  . Billboard. 1998-12-26, 110 (52)  [2011-11-06]. ISSN 0006-2510. （原始内容存档于2017-03-06）.
129. ↑  . Australian Recording Industry Association.   [2011-11-06]. （原始内容存档于2009-07-20）.
130. ↑  . Ö3 Austria Top 40. Hung Medien.   [2011-11-06]. （原始内容存档于2016-03-04）.
131. ↑  . Ultratop. Hung Medien.   [2011-11-06]. （原始内容存档于2016-01-09）.
132. ↑  . Ultratop. Hung Medien.   [2011-11-06]. （原始内容存档于2016-03-04）.
133. ↑  . MegaCharts 100. Hung Medien.   [2011-11-06]. （原始内容存档于2016-03-06）.
134. ↑  . Syndicat National de l'Édition Phonographique.   [2011-11-06]. （原始内容存档于2012-02-25）.
135. ↑  . Billboard. 1999-12-25, 111 (52)  [2011-11-06]. ISSN 0006-2510. （原始内容存档于2017-03-06）.
136. ↑   (PDF). Official Charts Company.   [2017-02-12]. （原始内容存档 (PDF)于2016-03-31）.
137. ↑  . Austriancharts.at. Hung Medien.   [2010-12-14]. （原始内容存档于2010-12-28）.
138. ↑  . CAPIF.   [2020-01-02]. （原始内容存档于2011-07-06）.
139. ↑  . IFPI Austria.   [2014-01-27] （德语）.
140. ↑  . Ultratop. Hung Medien.   [2016-12-23] （荷兰语）.
141. ↑  . Pro-Música Brasil.   [2012-08-21] （葡萄牙语）.
142. 1 2  . Musiikkituottajat – IFPI Finland.   [2010-08-17] （芬兰语）.
143. ↑  . Syndicat National de l'Édition Phonographique.   [2014-01-27] （法语）.
144. ↑  . InfoDisc.   [2019-02-13]. （原始内容存档于2019-02-13）.
145. ↑  . IFPI Hong Kong.   [2013-01-31] （英语）.
146. ↑  . Warner Music Italy.   [2019-05-14]. 原始内容存档于2009-06-01.
147. ↑   (PDF). Recording Industry Association of Japan. July 1998  [2014-01-27]. （原始内容存档 (PDF)于2014-01-25）.
148. ↑  . Nederlandse Vereniging van Producenten en Importeurs van beeld- en geluidsdragers.   [2012-10-16] （荷兰语）. 在“Artiest of titel”框输入“Ray of Light”。 在“Alle jaargangen”下拉菜单选择“1998”。
149. ↑  . IFPI Norway.   [2008-08-10] （挪威语）.
150. ↑  . Polish Society of the Phonographic Industry.   [2008-08-10] （波兰语）.
151. ↑  . Billboard. 1998-05-16, 110 (20): 54  [2017-04-20]. ISSN 0006-2510.
152. ↑   (PDF). IFPI Sweden.   [2014-01-27]. （原始内容 (PDF)存档于2011-05-17） （瑞典语）.
153. ↑  . IFPI Switzerland. Hung Medien.   [2014-01-27] （德语）.
154. ↑  Copsey, Rob. . Official Charts Company. 2018-02-22  [2018-02-22]. （原始内容存档于2017-12-31）.
155. ↑  . Discogs.   [2009-07-23]. （原始内容存档于2016-03-06）.
156. ↑  . Discogs.   [2009-07-23]. （原始内容存档于2016-03-05）.
157. ↑  . Discogs.   [2009-07-23]. （原始内容存档于2012-11-07）.
158. 1 2  . Discogs.   [2009-07-23]. （原始内容存档于2012-11-07）.
159. ↑  . Discogs.   [2009-07-23]. （原始内容存档于2016-03-05）.
160. ↑  . Discogs.   [2009-07-23]. （原始内容存档于2016-03-06）.

## 外部連結
- 在Discogs上的《光芒萬丈》（发行列表）